# Bronisława Chraszczewska
Bronisława Chraszczewska (ur. 1862, zm. 30 grudnia 1932 w Warszawie) – polska aktorka i śpiewaczka operetkowa.
Urodziła się prawdopodobnie w 1862 jako córka Marcelego Chraszczewskiego i Franciszki Pinińskiej. Była siostrą Heleny Marcello.
W 1882 rozpoczęła karierę aktorską w Warszawskich Teatrach Rządowych: początkowo w zespole dramatu Teatru Rozmaitości, następnie w zespole farsy i operetki Teatru Nowego, a później w Teatrze Małym. Oprócz występów aktorskich i operetkowych deklamował na koncertach. W styczniu 1893 na własną prośbę odeszła z teatru, by w październiku poślubić obywatela ziemskiego spod Kutna Lucjana Chrzanowskiego herbu Nowina.
Małżonkowie mieli troje dzieci: Janinę (ur. ok. 1895), Adama (ur. ok. 1897) i Marię (ur. ok. 1900).
Zmarła 30 grudnia 1932 i została pochowana na cmentarzu Powązkowskim w Warszawie w grobie rodzinnym kwatera J rząd 3, miejsce 16,17.